# William Tite
Pour les articles homonymes, voir Tite.
William Tite (1798-1873) est un architecte britannique qui a été président du Royal Institute of British Architects. Il a réalisé divers bâtiments à Londres, notamment le Royal Exchange et a été un architecte des chemins de fer au Royaume-Uni, mais aussi en France avec la réalisation de gares pour les chemins de fer de Paris à Rouen et au Havre.
Il a été membre libéral du Parlement du Royaume-Uni de 1855 à son décès en 1873.

## Biographie

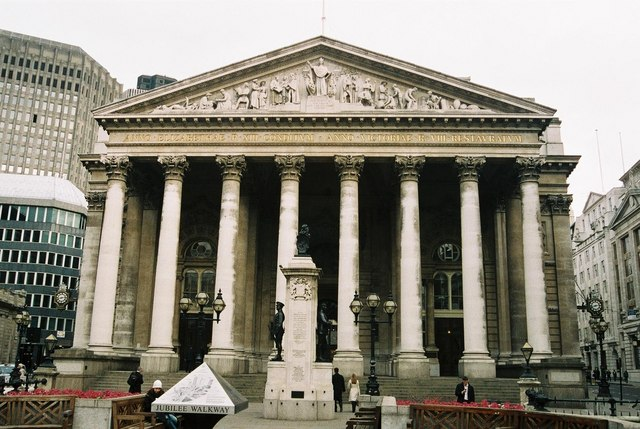
Façade du Royal Exchange (1844).

C'est à Londres que nait William Tite le 7 février 1798 dans une famille aisée. Son père est un marchand qui a réussi.
En 1844, il réalise la reconstruction, après un incendie, du Royal Exchange de Londres.
Durant sa carrière, William Tite réalise de nombreuses stations dans différents styles pour des compagnies privées de chemins de fer au Royaume-Uni et en France où il est notamment l'architecte de la Compagnie du chemin de fer de Rouen au Havre.
Il meurt à Torquay le 20 avril 1873.

## Architecte de stations des chemins de fer
Il réalise de nombreuses stations en utilisant différents styles en fonction des matériaux à sa disposition : des productions uniques comme à Hampton Court ou Carliste, un style classique proche de celui des villas géorgiennes, le style Tudor néogothique et un style plus simple et linéaire. 

### En Grande-Bretagne
Il travaille pour les chemins de fer britanniques : London and South Western Line, London and South West Branch Lines, London and Blackwall Railway (en), Windsor Branch Line, Hampton Court Branch Line (en), London Necropolis Railway, Caledonian Carlisle to Glasgow and Edinburgh Princess Street et Scottish Central Railway (en).

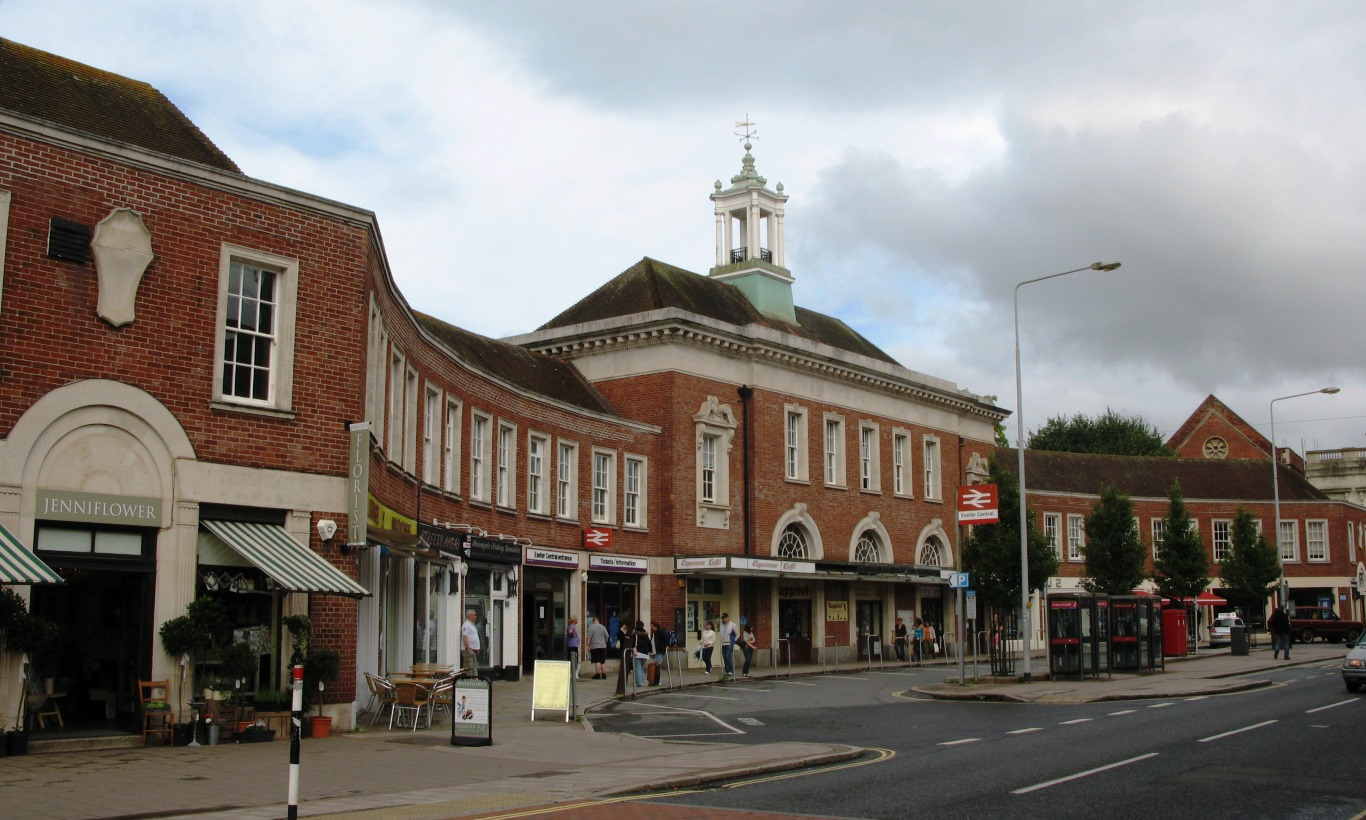
Gare d'Exeter Centrale.
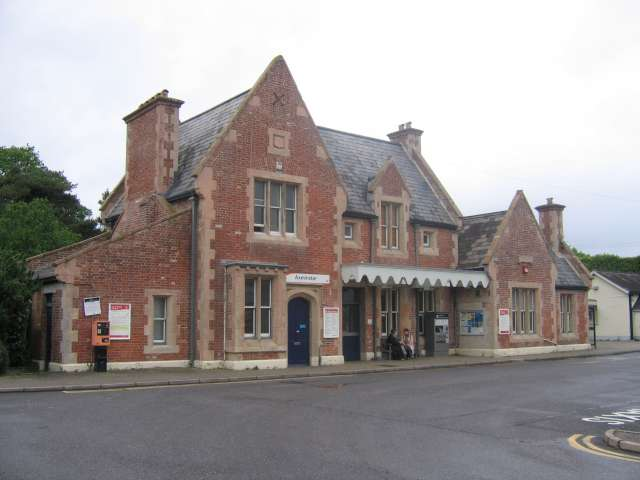
Gare d'Axminster.
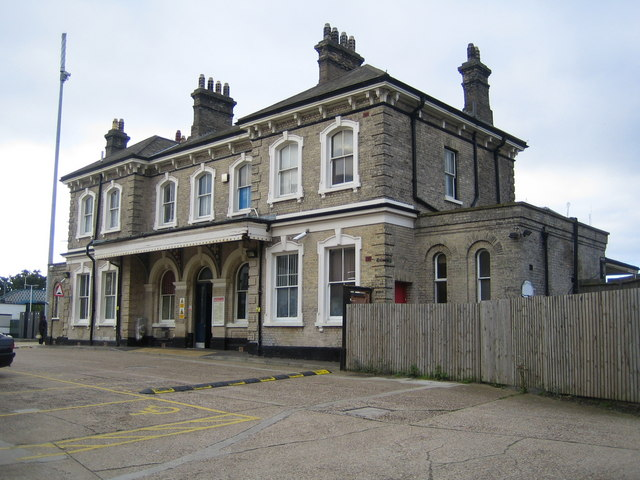
Gare de Chertsey.

### En France
En France, il travaille sur les lignes de Paris à Rouen et de Rouen au Havre, réalisées par des ingénieurs anglais. Notamment, il construit le premier bâtiment des gares du Havre et de Rouen-Rive-Droite (détruites depuis) 

Illustrations des anciennes gares du Havre et de Rouen détruites depuis
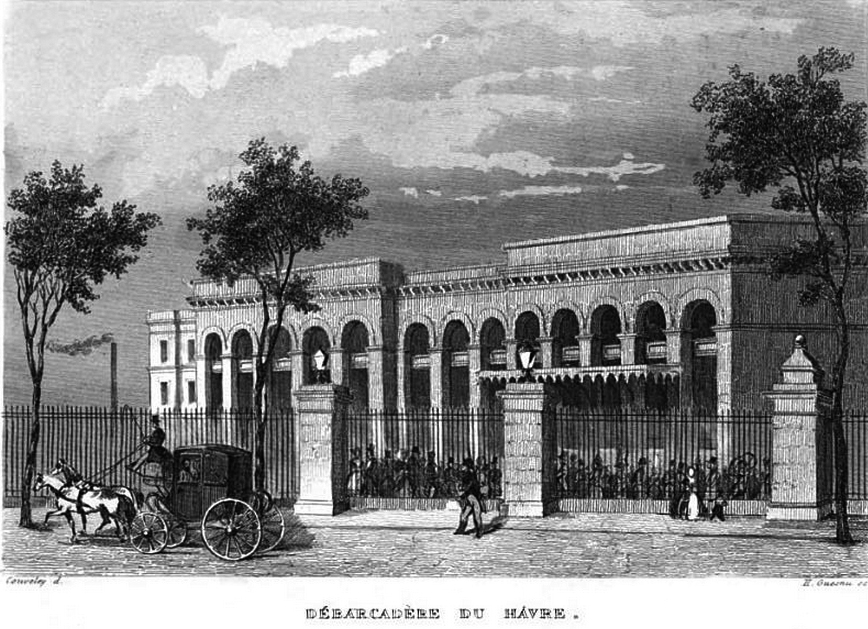
Le Havre voyageurs.
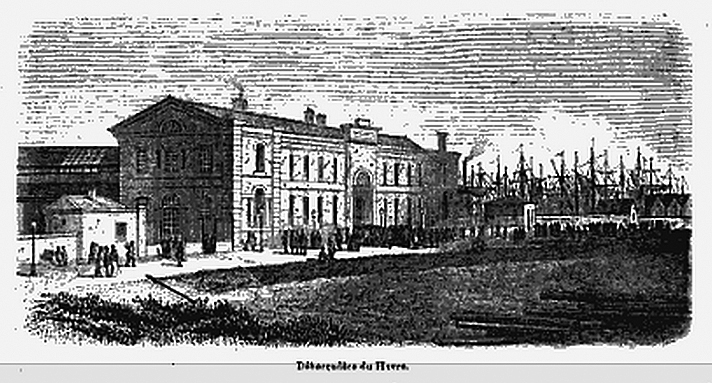
Le Havre marchandises.
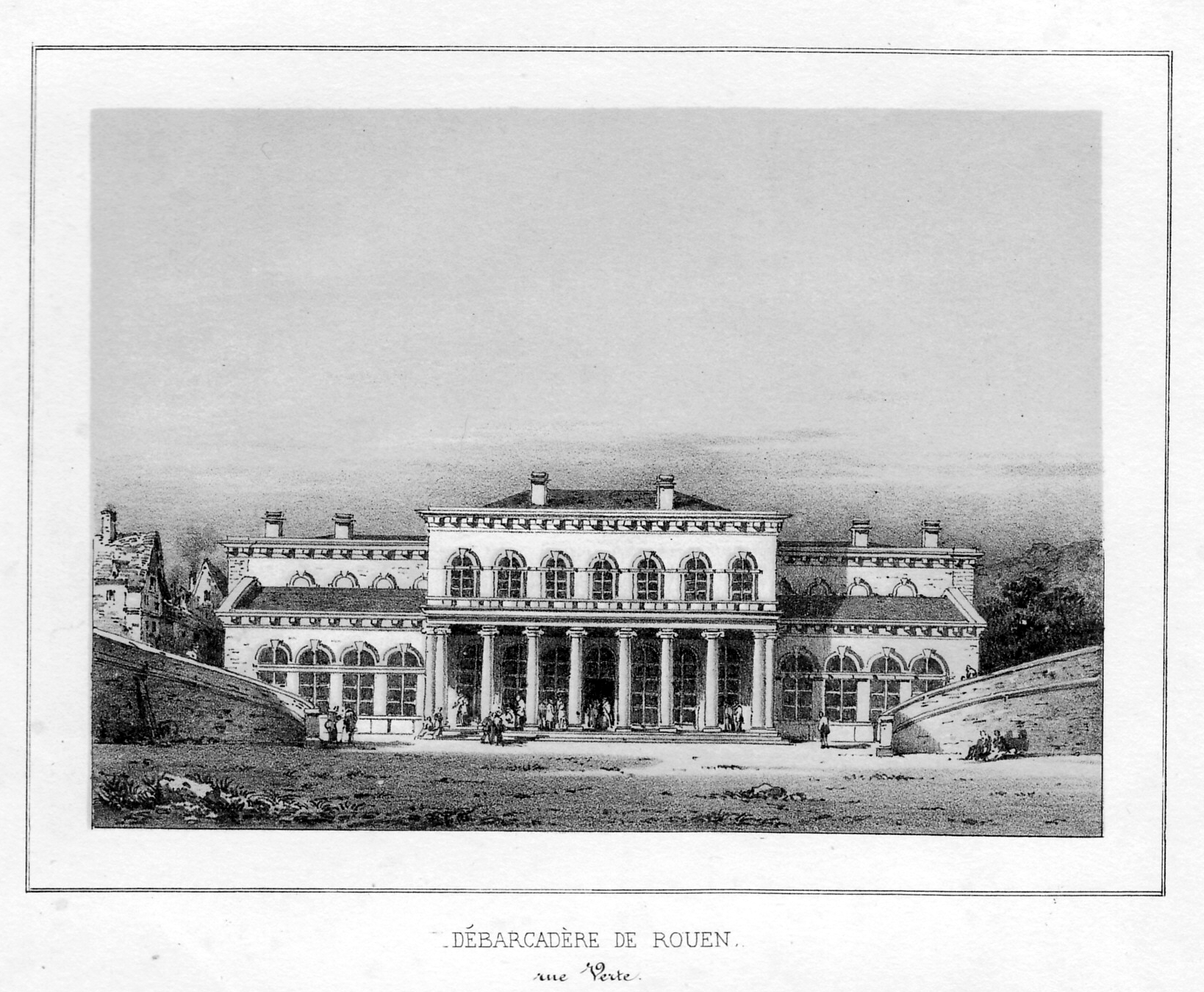
Rouen rue verte.

mais aussi quelques petites gares dont certaines existent toujours : Harfleur, Malaunay et Maromme

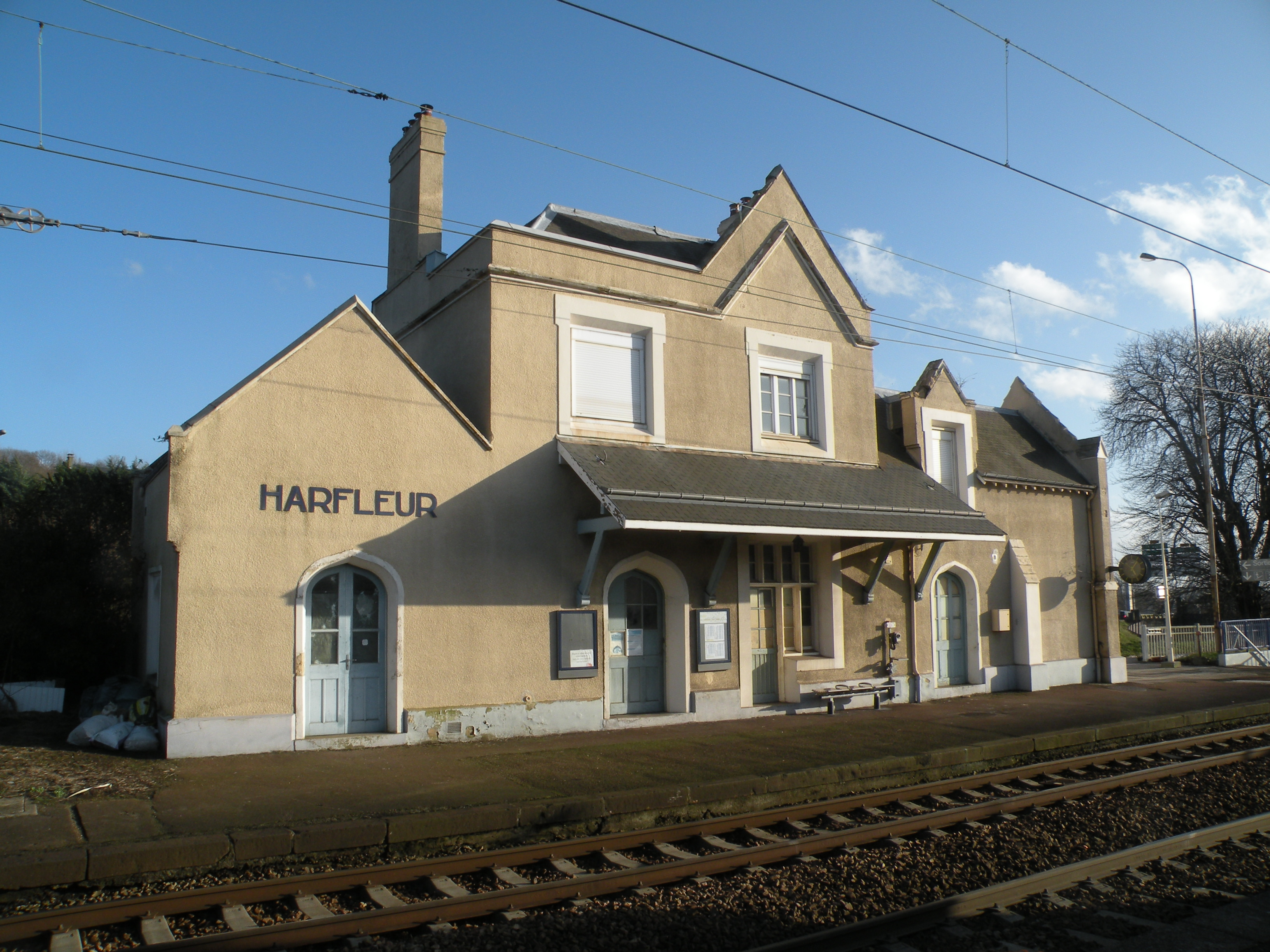
Gare d'Harfleur.
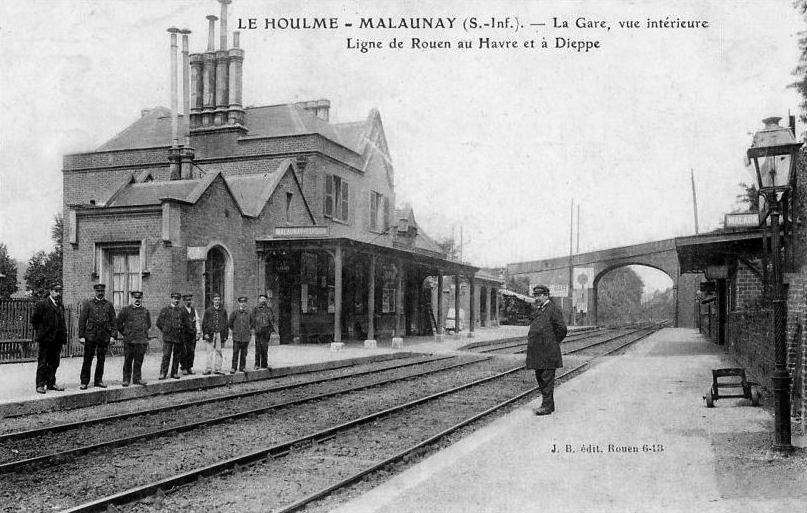
Gare de Malaunay - Le Houlme.
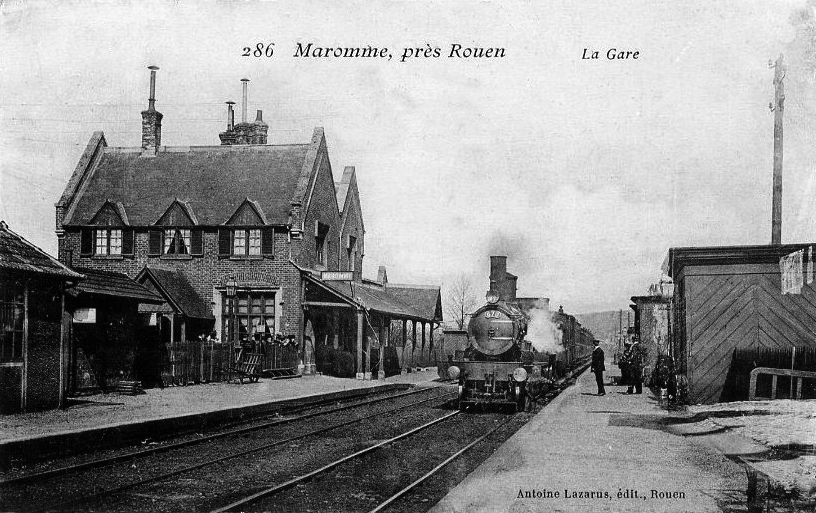
Gare de Maromme.

## Hommage
Il existe une rue à son nom, Tite Street, dans le district de Kensington et Chelsea à Londres.